# Raszków
Raszków este un oraș în Polonia.